# 厭離庵
厭離庵（えんりあん）は、京都府京都市右京区にある臨済宗天龍寺派の寺院（尼寺）。山号は如意山。本尊は如意輪観音。

## 概要
藤原定家が小倉百人一首を編纂した小倉山荘跡にある寺として知られており、境内には書院の他、時雨亭・柳の水（硯の水）、定家塚（定家卿墳遥拝所）や定家の嗣子である為家の墓（藤原為家卿之墓）が残されている。
また、紅葉の名所としても知られており、秋の紅葉シーズンに限り一般公開がされている。

## 歴史
厭離庵の所在地は、鎌倉時代初期の公家・藤原定家の山荘跡と伝えられる。しばらくして荒廃し、江戸時代初期には定家・為家塚が残るのみとなっていたが、元文元年（1736年）の頃、定家の子孫である公家の冷泉家がわずかに残っていた土台石をもとに修復し、霊元天皇が『厭離庵』という号を授けて、白隠禅師の弟子の霊源が開山したのに始まるという。
その後、安永元年（1772年）に覚雄山大福田宝幢禅寺（鹿王院）の末庵となったり、次いで明治20年（1887年）1月に大覚寺に属するなどしたが再び荒廃する。明治43年（1910年）に白木屋社長の大村彦太郎 (10代)が佛堂と庫裡を建立し、山岡鉄舟の娘である素心尼が住職となって以後は尼寺になる。

## 現地情報
所在地
- 京都市右京区嵯峨二尊院門前善光寺山町2

交通アクセス
- 京都市営バス「嵯峨釈迦堂」バス停下車　徒歩約10分